# Джанаев, Сослан Гурамович
Сослан Гурамович Джанаев (род. 12 января 1987) — российский дзюдоист и самбист, чемпион и призёр чемпионатов России по дзюдо, чемпион России по самбо, чемпион Европы и мира по боевому самбо, мастер спорта России.

## Биография
Первым успехом в спортивной карьере Джанаева стала бронза на первенстве России среди юниоров в 2004 году. На следующий год стал чемпионом России среди юниоров, в 2006 году вновь бронзовым призёром. В том же году завоевал бронзу на взрослом чемпионате страны. В 2007 году победил на международном турнире в Стамбуле и стал чемпионом страны на молодёжном первенстве. В 2009 году повторил свой чемпионский успех на молодёжном первенстве страны, стал чемпионом Европы среди молодёжи и завоевал чемпионский титул на взрослом чемпионате страны.

## Спортивные результаты
- Первенство России по дзюдо среди юниоров 2004 года — ;
- Первенство России по дзюдо среди юниоров 2005 года — ;
- Первенство России по дзюдо среди юниоров 2006 года — ;
- Чемпионат России по дзюдо 2006 года — ;
- Международный турнир 2007 года, Стамбул — ;
- Первенство России по дзюдо среди молодёжи 2007 года — ;
- Первенство России по дзюдо среди молодёжи 2009 года — ;
- Чемпионат России по дзюдо 2009 года — ;
- Первенство Европы по дзюдо среди молодёжи 2009 года — ;
- Чемпионат России по самбо 2022 года — ;

### Этапы Кубка Европы
- Стамбул, 2009 год — ;
- Оренбург, 2011 год — ;
- Стамбул, 2011 год — ;